# 크리스티나 쇠데르바움
크리스티나 쇠데르바움(Kristina Söderbaum, 1912년 9월 5일 ~ 2001년 2월 12일)은 스웨덴에서 태어난 독일의 배우이다.

## 출연 작품
- 베니스행 야간 열차 (1996)
- 더 그레잇 새크리파이스 (1954)
- 나가자 용기대 (1942)